# Quines vacances!
Quines vacances! (títol original en anglès: Spring Break) és una pel·lícula estatunidenca còmica de 1983 dirigida per Sean S. Cunningham i protagonitzada per David Knell i Perry Lang. Ha estat doblada al català.

## Argument
Nelson i Adam són dos adolescents que viatgen fins a Fort Lauderdale (Florida) per passar les vacances de primavera ("spring break" als Estats Units) de gresca i diversió. El primer problema arriba quan troben que l'habitació de l'hotel està ocupada per uns altres dos nois més grans que ells, els tabolaires i O.T. i Stu. Així i tot, decideixen unir les seves forces els quatre i compartir l'habitació per gaudir de les platges, les festes i les noies. Tanmateix, una nit descobreixen el iot del padrastre de Nelson atracat al port, disposat a frustrar les seves intencions. Els seus tres amics decidiran donar-li un cop de mà perquè això no succeeixi.

## Repartiment
| Actor            | Personatge                            |
| ---------------- | ------------------------------------- |
| David Knell      | Nelson                                |
| Perry Lang       | Adam                                  |
| Paul Land        | Stu                                   |
| Steve Bassett    | O.T.                                  |
| Jayne Modean     | Susie                                 |
| Corinne Alphen   | Joan                                  |
| Donald Symington | Ernest Dalby                          |
| Mimi Cozzens     | May Dalby                             |
| Richard B. Shull | Eddie                                 |
| Jessica James    | Geri                                  |
| Daniel Faraldo   | Eesh                                  |
| Donald Symington | Ernest Dalby                          |
| John Archie      | Secuaç de Dalby                       |
| Robert Small     | Secuaç de Dalby                       |
| Fred Buch        | Ames                                  |
| Nikki Fritz      | Noia en el Corvette (com Bobbi Fritz) |

## Llista de cançons[calcitació]

### Cara B
1. "Spring Break" per Cheap Trick
2. "One of These Days" per Gerald McMahon (Gerard McMahon)
3. "True Lovin' Woman" per Jack Mack and the Heart Attack
4. "Kids These Days" per Dreamers
5. "Do It To You" per Hot Date

1. "Me and the Boys" per NRBQ
2. "Hooray For the City" per Jack Mack and the Heart Attack
3. "Friends" per Hot Date
4. "Hit the Beach" per Big Spender